# Āzādbakht
Āzādbakht (persiska: سِه آسيابِه, سه آسیاب, Seh Āsīābeh, Seh Āsīāb, آزادبخت) är en ort i Iran.   Den ligger i provinsen Lorestan, i den västra delen av landet, 400 km sydväst om huvudstaden Teheran. Āzādbakht ligger 1 177 meter över havet och antalet invånare är 236.
Terrängen runt Āzādbakht är platt norrut, men söderut är den kuperad.Runt Āzādbakht är det ganska tätbefolkat, med 52 invånare per kvadratkilometer. Närmaste större samhälle är Kūhdasht, 5,4 km norr om Āzādbakht. Omgivningarna runt Āzādbakht är i huvudsak ett öppet busklandskap.